# Kidprotect.pl

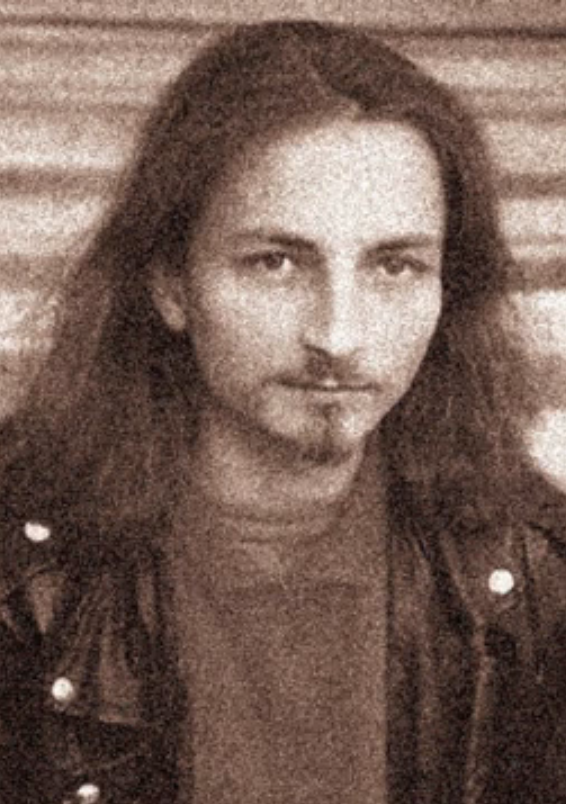
Jakub Śpiewak – założyciel i wieloletni szef fundacji Kidprotect.pl (zdjęcie z 2012 roku)

Kidprotect.pl – fundacja działająca od 2002 roku, nr KRS 0000116984, której fundatorem i prezesem zarządu był Jakub Śpiewak (ur. 11 lipca 1973, zm. 20 września 2024).
Fundacja jako jedna z pierwszych organizacji w Polsce zajęła się problemem bezpieczeństwa dzieci w internecie, w tym takimi zagadnieniami, jak dostęp dzieci do szkodliwych treści oraz pornografią dziecięcą i pedofilią online.
Fundacja realizowała program StopPedofilom, w ramach niego prowadząc kampanie społeczne, szkolenia dla policjantów i prokuratorów oraz hotline, umożliwiający anonimowe zgłaszanie incydentów związanych z pornografią dziecięcą i pedofilią. Drugim znanym programem fundacji był BezpiecznyInternet.org, w trakcie którego założono serwis edukacyjny o bezpieczeństwie, prowadzono szkolenia dla nauczycieli, pedagogów, rodziców i dzieci. W ramach tego projektu fundacja przyznawała spełniającym określone wymogi serwisom internetowym bezpłatny certyfikat "Strona Przyjazna Dzieciom". Kidprotect.pl zajmowała się również pomocą dorosłym ofiarom molestowania seksualnego w dzieciństwie, prowadząc dla nich online eGrupy Wsparcia.

## Zarzuty w stosunku do prezesa
17 lutego 2013 roku tygodnik "Wprost" ujawnił, iż prezes zarządu regularnie pobierał środki z konta fundacji, przeznaczając je na zakup ubrań, perfum, biżuterii, wycieczkę zagraniczną itp. Przywłaszczył również ok. 170 000 zł w formie gotówki z bankomatów. Łącznie prokuratura postawiła mu we wrześniu 2013 zarzut przywłaszczenia kwoty 433 404 zł. Wskutek jego działań fundacja, która dwukrotnie była beneficjentem akcji „1% z podatku”, rozliczyła pieniądze tylko za 2010 rok, a za 2011 już nie. Pod tekstem oświadczenia, które Śpiewak opublikował w portalu NaTemat.pl, zareagował na komentarze. Bardzo dziękuję tym, którzy publikują słowa wsparcia. Całkowicie rozumiem też tych, którzy krytykują, bo na tę krytykę zasługuję. Jakby bowiem nie ubrać tego w słowa, to płacenie, i to nie raz, ani nie dwa, za prywatne rzeczy fundacyjnymi pieniędzmi, to nic innego jak po prostu kradzież. Być może tego słowa zabrakło w moim tekście – napisał. Wycofał się też z życia publicznego i pisania bloga, m.in. na Tokfm.pl. W jednym z wywiadów użył słów, które potem były cytowane w mediach: Tak po ludzku, to woda sodowa uderzyła mi do głowy.